# 糖油粑粑
糖油粑粑为长沙地方小吃。此小吃是以糯米、糖、油为主要原料，做成的色泽金黄、口味甜糯的类似糍粑的团块。在长沙的街头店面多有销售。